# Glade (Kansas)
Glade – miasto w Stanach Zjednoczonych, w stanie Kansas, w hrabstwie Phillips.